# ヨーゼフ・シュレーター

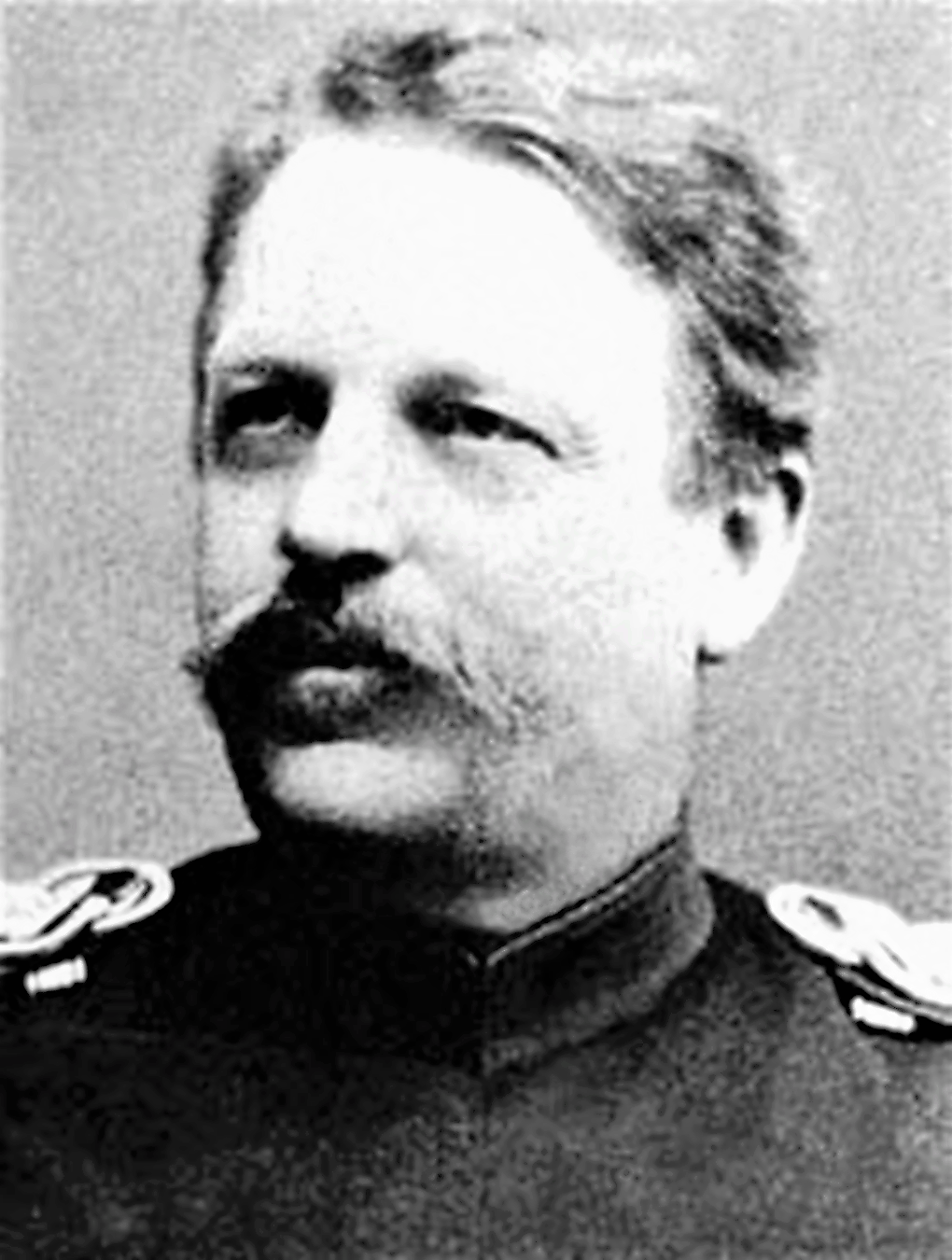

ヨーゼフ・シュレーター（Joseph Schröter、1837年3月14日 - 1894年12月12日）はドイツの軍医、菌類学者である。ドイツにおける菌類研究を行った初期の研究者の一人である。

## 略歴
現在のポーランドのオポーレ県のパチュクフ（Paczków）に生まれた。父親は薬局主である。1855年にブレスラウ大学に入学し医学を学ぶが、翌年、ベルリンの軍医学校（Kaiser-Wilhelms-Akademie für das militärärztliche Bildungswesen）に移った。1859年に博士号を得て、プロイセン陸軍の軍医となった。軍医としてキャリアを積み、1866年にブレスラウに駐留中に、ブレスラウ大学の菌類学者、フェルディナント・コーンのもとで、菌類の研究を行った。軍務のかたわら、大学の講師も務め、1890年にブレスラウ大学の教授に任命された。1892年に軍を退役した。1894年、トルコでの調査旅行から戻る間にマラリアで病没した。1866年に軍人としてツェーリンゲン獅子勲章（1874年）、赤鷲章（1892年）などを受勲した。

## 著作
- zahlreiche Aufsätze in Ferdinand Cohn's Beiträgen zur Biologie der Pflanzen, u. a. Die Pflanzenparasiten aus der Gattung Synchytrium, Ueber die Stammfäule der Pandaneen, Ueber einige durch Bakterien gebildete Pigmente
- Aufsätze in den Jahresberichten der Schlesischen Gesellschaft für vaterländische Cultur, u. a. Entwicklungsgeschichte der Ustilagineae (1882), Grubenpilze (1883), Kellerpilze (1884), Entwicklungsgeschichte der Uredineae (1893)
- Die natürlichen Pflanzenfamilien (gesamte Klasse der Pilze), Engler und Prant, 1897.